# 郭占选
郭占选，福建莆田人，是一名清朝政治人物。
郭占选曾于1792年接替江廷昉任上海县知县一职，1793年由中文接任。